# Deutsche Druck- und Verlagsgesellschaft
Die Deutsche Druck- und Verlagsgesellschaft mbH (ddvg) mit Sitz in Berlin ist eine Medienbeteiligungsgesellschaft der Sozialdemokratischen Partei Deutschlands (SPD). Sie steht zu 100 % im Eigentum der Partei und bündelt die gesamten Unternehmensbeteiligungen der SPD.
Die DDVG kommt als Verlagsgruppe mit den ihr zuzurechnenden Tageszeitungen auf eine anteilige Gesamtauflage von rund 441.090 Exemplaren und einen Marktanteil am bundesdeutschen Tageszeitungsmarkt in Höhe von 3,4 %. Sie nimmt damit Rang 8 der führenden Verlagsgruppen im deutschen Zeitungsmarkt nach Gesamtauflagen ein.
Die DDVG ist mit 23,1 Prozent größte Kommanditistin der Madsack Mediengruppe. Die Madsack Mediengruppe beliefert über das Redaktionsnetzwerk Deutschland (RND) mehr als 60 Tageszeitungen mit einer Gesamtauflage von 2,3 Millionen Exemplaren und einer Reichweite von rund 6,8 Millionen Lesern pro Tag mit überregionalen Inhalten. Der Geschäftsführer der ddvg, Matthias Linnekugel, ist aktuell Mitglied im sechsköpfigen Aufsichtsrat der Madsack Mediengruppe.

## Geschichte
Die Wurzeln für die Medienbeteiligungen der SPD liegen in der Zeit des Kaiserreichs. Da die SPD einerseits kaum Zugang zu den in dieser Zeit erscheinenden Zeitungen fand – diese waren meist liberal oder nationalkonservativ geprägt und grenzten sich klar von der Arbeiterbewegung ab –, andererseits aber auch eine eigenständige Arbeiterkultur eigene Medien erforderte, gründeten die SPD bzw. ihr nahestehende Funktionäre zahlreiche Zeitungen. Bekannteste Zeitung ist der in Berlin erscheinende Vorwärts, daneben standen aber viele andere lokale Zeitungen. Die Zeitungsgründungen fanden auch in der Weimarer Republik weiter statt, in der Spitze gab es rund 200 sozialdemokratische Verlage.
Nachdem im „Dritten Reich“ das Parteivermögen der SPD – und damit auch ihre Zeitungsverlage – beschlagnahmt worden war, entstand nach 1945 das sozialdemokratische Verlagswesen neu. Teilweise wurden Verlage an die SPD zurückgegeben, teilweise neu gegründet, in anderen Fällen floss eine finanzielle Entschädigung.
Während des Zeitungssterbens der 1960er und 1970er Jahre mussten viele der sozialdemokratischen Zeitungen ihr Erscheinen einstellen. In vielen Fällen gingen sie in Fusionen mit anderen, nicht sozialdemokratischen Lokalzeitungen ein. Daraus entstanden zahlreiche Minderheitsbeteiligungen an Verlagshäusern, die ab 1971 in der DDVG gebündelt wurden. Gleichfalls hielt die Gesellschaft fortan das Stammkapital der parteieigenen Nachrichtenagentur, die Sozialdemokratische Pressedienst GmbH.
Im Mai 2004 übernahm die DDVG 90 % am Druck- und Verlagshaus Frankfurt am Main, dem damaligen Verlag der Frankfurter Rundschau. von der Karl-Gerold-Stiftung, nachdem diese in eine schwere wirtschaftliche Schieflage geraten war. Die Übernahme fand starke öffentliche Aufmerksamkeit, da damit eine der großen überregionalen Tageszeitungen in das Eigentum der SPD überging. Vor allem konkurrierende Parteien übten Kritik. Am 17. Juli 2006 verkaufte die DDVG 50 % und eine Stimme des Druck- und Verlagshauses Frankfurt am Main an M. DuMont Schauberg. Die DDVG kündigte gleichzeitig an, die bei ihr verbleibenden 40 % der Anteile langfristig halten zu wollen. Nach Insolvenz im Jahr 2013 wurde die Rundschau unter dem Dach der Frankfurter Societät, des F.A.Z.-Verlags und der Karl-Gerold-Stiftung weiter aufgelegt.

## Heutige Rolle der Deutschen Druck- und Verlagsgesellschaft
Die DDVG kommt als Verlagsgruppe mit den ihr zuzurechnenden Tageszeitungen auf eine anteilige Gesamtauflage von rund 441.090 Exemplaren und einen Marktanteil am bundesdeutschen Tageszeitungsmarkt in Höhe von 3,4 %. Sie hält mit einer Ausnahme ausschließlich Minderheitsanteile an rund 30 Zeitungen mit einer Gesamtauflage von ca. 1,2 Millionen verkauften Exemplaren bei einer Gesamtauflage aller Zeitungen in Deutschland von 14,6 Millionen im Jahr 2020. Lediglich am Verlag der Neuen Westfälischen in Bielefeld hält die DDVG eine Mehrheit der Kapitalanteile; bis Ende 2015 mit indirekt 57,5 % und seit dem 1. Januar 2016 mit 100 %.
Der Jahresüberschuss der DDVG belief sich im Jahr 2023 auf 2,9 Mio. Euro. An die SPD als Gesellschafterin wurden 4,2 Mio. € (brutto) ausgeschüttet.
Die DDVG sieht sich als sozialdemokratisches Unternehmen. Unternehmensphilosophie ist es nach eigenen Angaben, mit ihren Beteiligungen zu einer demokratisch geprägten und freien Gesellschaft positiv beizutragen und die Substanz des Vermögens zu wahren.
Laut eigenen Angaben vermeidet die DDVG beherrschenden Einfluss und hält in der Regel Minderheitsbeteiligungen. Die DDVG betont, dass sie sich der „inneren Pressefreiheit verpflichtet“ fühle. Hierzu hat sie sich auch Grundsätze zur Sicherung der redaktionellen Unabhängigkeit und Integrität ihrer Medienbeteiligungen gegeben.

## Kritik
Die SPD steht für ihre großen Medienbeteiligungen häufig in der öffentlichen Kritik. Die Unionsparteien werfen der SPD vor, die Beteiligungen zu verheimlichen. So würde die SPD sich damit einen unzulässigen Wettbewerbsvorteil verschaffen und durch die Medienbeteiligungen die Berichterstattung über sich selbst beeinflussen können. Tatsächlich hatte die ehemalige SPD-Bundesschatzmeisterin und Generaltreuhänderin der DDVG, Inge Wettig-Danielmeier, über die Parteibeteiligung an Medien im Jahr 2000 gesagt:

„Auch dort, wo wir 30 oder 40 Prozent haben, kann in der Regel nichts ohne uns passieren. Doch wir behalten uns nur Einfluss auf den Wirtschaftsplan und die Besetzung der Geschäftsführung vor.“

Parteipolitiker von CDU und FDP forderten 2004 im Zuge der Übernahme der Frankfurter Rundschau durch die DDVG, dass die Besitzverhältnisse einer Zeitung im Impressum ausgewiesen werden sollten sowie dass Mehrheitsbeteiligungen von Parteien an Medienunternehmen gesetzlich untersagt werden sollten.
Im August 2007 wurde ein Briefwechsel aus dem August 2005 zwischen Inge Wettig-Danielmeier und dem damaligen Chefredakteur der Frankfurter Rundschau, Wolfgang Storz, bekannt. In diesem hatte sich Wettig-Danielmeier über die Berichterstattung der FR zur Linkspartei beschwert und den Abdruck eines Beitrags von Helga Grebing, Mitglied der historischen Kommission beim SPD-Parteivorstand, zum Thema empfohlen. Storz lehnte dies mit Verweis auf die redaktionelle Unabhängigkeit ab, Wettig-Danielmeier antwortete, Storz Weigerung beruhe möglicherweise „auch auf einem Missverständnis über die redaktionelle Unabhängigkeit und Führung einer Redaktion.“ Im Mai 2006 wurde Storz gekündigt, er selbst sieht den wesentlichen Grund im Konflikt mit Wettig-Danielmeier. Wettig-Danielmeier dagegen betonte, die Kündigung beruhe auf unterschiedlichen Sichtweisen über die wirtschaftliche Lage der Frankfurter Rundschau.
Im Jahr 2008 veröffentlichten die Wissenschaftlichen Dienste des Deutschen Bundestages ein Gutachten über das Ausmaß der Beteiligung bestimmter Parteien an Medienunternehmen. Grundlage der Prüfung bildeten Rechenschaftsberichte verschiedener Parteien. Darin ging die DDVG als größtes parteigeführtes Medienunternehmen hervor mit einem Eigenkapital von knapp 81 Mio. Euro.
Im Dezember 2013 berichtete Der Spiegel, die DDVG unterlaufe bei Zeitungs- und Briefzustellfirmen, an denen sie indirekt beteiligt sei, den von der Großen Koalition aus SPD und CDU/CSU vereinbarten Mindestlohn, da die Zusteller nicht nach Zeit, sondern nach Anzahl zugestellter Sendungen entlohnt werden.
Im Januar 2019 wurden Unregelmäßigkeiten bei der Öko-Test Holding, einer Tochter der DDVG bekannt. Demnach hatte die DDVG 2014 eine Firma in Hongkong gegründet um eine chinesische Variante von Öko-Test zu publizieren. Obwohl die wirtschaftliche Entwicklung der chinesischen Tochter nicht den Erwartungen entsprach, wurde von der Öko-Test Holding € 1,2 Mio. an die inzwischen insolvente chinesische Gesellschaft überwiesen und damit ein Großteil der Rücklagen aufgebraucht. Am 15. Juli 2019 wurden die Geschäftsräume von Öko-Test sowie Privaträume mehrerer wegen Untreue beschuldigter Organe der Gesellschaft durchsucht. Sämtliche Ermittlungsverfahren der Staatsanwaltschaft Frankfurt am Main gegen ehemalige Organmitglieder der Öko-Test AG wurden 2020 eingestellt.
Rund um die Diskussionen über die Einführung einer Bonpflicht im Januar 2020 wurde zudem spekuliert, ob die SPD, die diesen Gesetzesvorschlag unterstützte, über die DDVG von einer solchen Bonpflicht profitieren würde. Denn über ihr Investmentunternehmen 2 Welten Investment GmbH ist die DDVG zudem an der Locafox GmbH beteiligt, einem Unternehmen, das sich auf Kassensysteme spezialisiert hat und in diesem Zuge auch Bondruckgeräte vertreibt.

## Medienbeteiligungen
Die DDVG ist an folgenden Verlagshäusern beteiligt (mit Nennung der wichtigsten (Unter-)Beteiligungen und Medienprodukte):

### Presse / Verlag / Hörfunk
- 100 %: Oliva Druck- und Verlagsgesellschaft mbH
  - 32,5 %: Cuxhaven-Niederelbe Verlagsgesellschaft mbH & Co. KG (Cuxhavener Nachrichten, Niederelbe-Zeitung)
- 100 %: Presse-Druck GmbH
  - 100 %: Zeitungsverlag Neue Westfälische GmbH & Co. KG in Bielefeld (Neue Westfälische)[30] (bis 31. Dezember 2015: 57,5 %[31]) sowie eine Grundstücksgesellschaft
- 35 %: Frankenpost Verlag GmbH in Hof (Frankenpost)
  - 65 %: Nordbayerischen Kurier Zeitungsverlag GmbH in Bayreuth (Nordbayerischer Kurier)
- 30 %: Suhler Verlagsgesellschaft mbH & Co. KG (Freies Wort, Südthüringer Zeitung)
- 30 %: Druck- und Verlagsanstalt ‚Neue Presse‘ GmbH (Neue Presse Coburg)
- 23,1 %: Verlagsgesellschaft Madsack GmbH & Co. KG (u. a. Hannoversche Allgemeine Zeitung, Neue Presse Hannover, Leipziger Volkszeitung, Dresdner Neueste Nachrichten, Kieler Nachrichten, Lübecker Nachrichten, Ostsee-Zeitung, Göttinger Tageblatt, Märkische Allgemeine Zeitung, seit 2024 die Sächsische Zeitung und die Morgenpost (Sachsen)[32] sowie die überregional agierende Redaktion RND (Redaktionsnetzwerk Deutschland GmbH))
- 100 %: Berliner vorwärts Verlagsgesellschaft mbH (vorwärts, Demokratische Gemeinde)
- 100 %: dd_vg. Rundfunkbeteiligungsgesellschaft mbH
  - 9 %: Rheinland-Pfälzischen Rundfunk GmbH & co. KG (RPR1); der erste SPD-Hörfunksender, der Linksrheinische Rundfunk war in RPR aufgegangen.

### Digital Business
- 100 %: GLG Green Lifestyle GmbH
  - 74[33] %: Utopia GmbH
  - 49,9 %: Avocado Store GmbH
  - 77,1 %: ÖKO-TEST AG (ÖKO-TEST Magazin)
- 10 %: tredition GmbH

### Druckereien
- 100 %: Dräger + Wullenwever print + media Lübeck GmbH & Co. KG
- 100 %: Wullenwever print + media Lübeck GmbH (ohne Geschäftsbetrieb)

### Handel/Service
- 100 %: IMAGE Ident Marketinggesellschaft mbH
- 20 %: vorwärts: buchhandlung + antiquariat GmbH
- 100 %: Office Consult GmbH

### Tourismus
- 100 %: FFR Ferien-, Freizeit und ReiseService GmbH („SPD-ReiseService“)

### Sonstiges
- 10 %: Segu GmbH

- 40 %: Immobiliengesellschaft Dresden Ostra-Allee 20 GmbH

- 100 %: TP Publishing GmbH (ohne Geschäftsbetrieb)